# IC 1137
IC 1137 ist eine Spiralgalaxie vom Hubble-Typ Sc im Sternbild Schlange nördlich des Himmelsäquators, die schätzungsweise 195 Millionen Lichtjahre von der Milchstraße entfernt ist.
Das Objekt wurde am 19. April 1890 von Lewis Swift entdeckt.